# Rorippa laurentii
Rorippa laurentii är en korsblommig växtart som beskrevs av Bengt Edvard Jonsell. Rorippa laurentii ingår i släktet fränen, och familjen korsblommiga växter.

## Underarter
Arten delas in i följande underarter:
- R. l. laurentii
- R. l. tsaratananae